# Roy Buchanan (album)
Roy Buchanan è l'album del debutto ufficiale del chitarrista Roy Buchanan, pubblicato dalla Polydor Records nell'agosto del 1972.
Il disco racchiude vari stili musicali, dal rock al blues e qualche sfumatura di country.

## Tracce
Lato A
1. Sweet Dreams – 3:33 (Don Gibson)
2. I Am a Lonesome Fugitive – 3:43 (Liz Anderson, Casey Anderson)
3. Cajun – 1:34 (Roy Buchanan)
4. John's Blues – 5:04 (Roy Buchanan)
5. Haunted House – 2:44 (Robert Geddins)

Durata totale: 16:38
Lato B
1. Pete's Blues – 7:15 (Roy Buchanan)
2. The Messiah Will Come Again – 5:53 (Roy Buchanan)
3. Hey, Good Lookin' – 2:16 (Hank Williams)

Durata totale: 15:24

## Musicisti
- Roy Buchanan - chitarra solista
- Roy Buchanan - voce (brano: The Messiah Will Come Again)
- Chuck Tilley - voce
- Teddy Irwin - chitarra ritmica
- Dick Heintze - organo, pianoforte
- Pete Van Allen - basso
- Ned Davis - batteria

Note aggiuntive
- Peter K. Siegel - produttore
- Shelly Yakus - ingegnere del suono
- Dan Turbeville - assistente ingegnere del suono
- Registrato al Record Plant di New York City, New York